# Anden store manddrukning
Den store stormflod, som hærgede hele vestkysten den 11. oktober 1634, kaldes for den anden store manddrukning. Det skønnes, at mellem 8.000 og 15.000 mennesker omkom denne nat. Store dele af landet stod under vand og store inddæmmede områder blev oversvømmet. I Ribe Domkirke kan højvandets højde ses markeret 1,7 meter over kirkegulvet på søjlen bag prædikestolen. 
Værst gik det ud over Vadehavsbugten nord for Ejdersted (ved Ejderen). På øen Nordstrand (ud for Husum) skyllede havet gennem 44 diger. 6.000 af i alt 9.000 indbyggere druknede. Cirka 50.000 køer og heste døde alene på Nordstrand, og 19 af øens 22 kirker gik tabt.

## Galleri
- Søjlen bag Ribe Domkirkes prædikestol
- Anno 1634
- Den øverste jernring på Stormflodssøjlen på Skibbroen i Ribe markerer ligeledes vandstanden 11. oktober 1634